# Georg von Vega

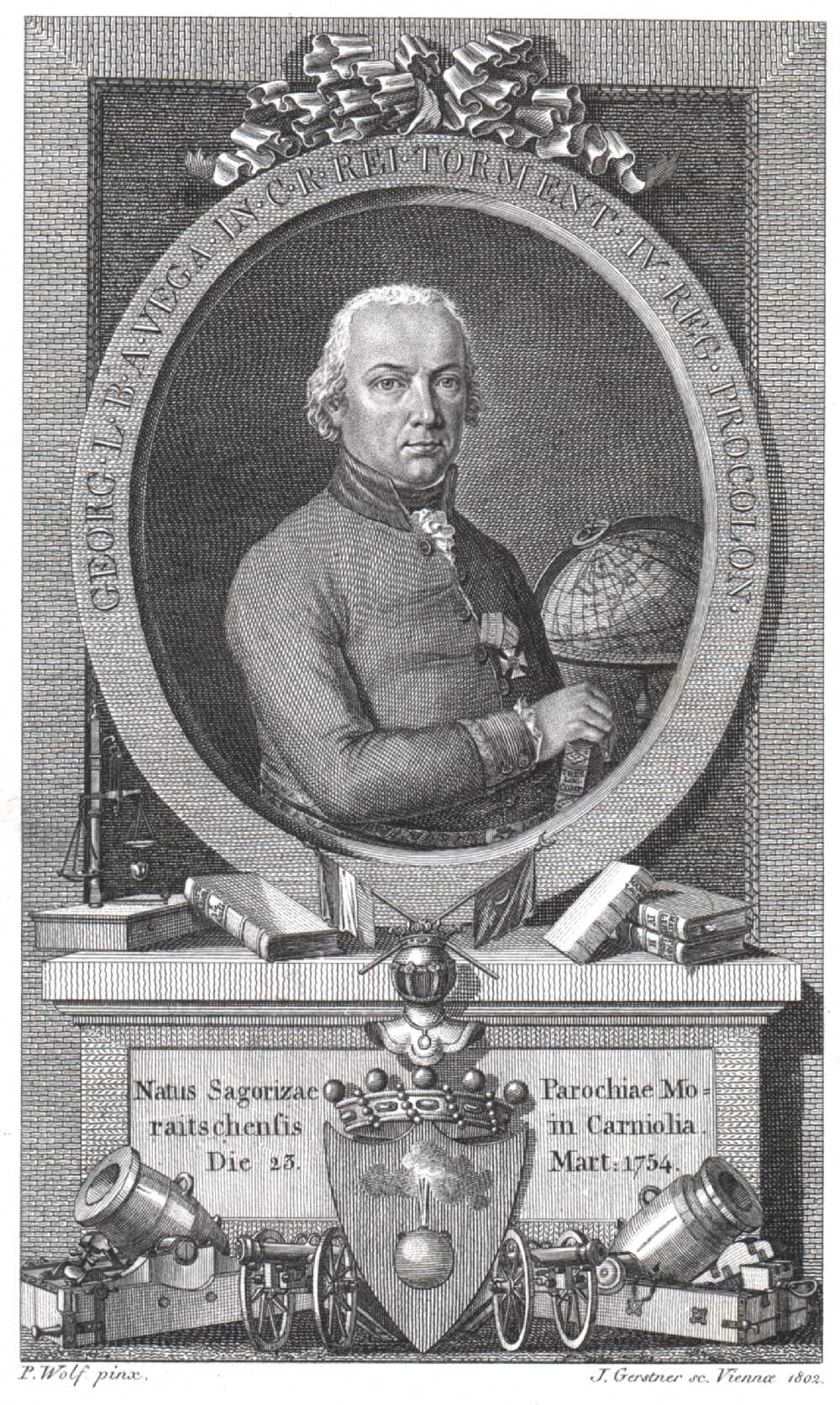
Vega, 1802

Georg Freiherr von Vega (slowenisch Jurij Vega, latinisiert Georgius Bartholomaei Vecha; * 23. März 1754 in Zagorica pri Dolskem, Herzogtum Krain; † 26. September 1802 in Wien) war ein slowenischer Mathematiker und Artillerieoffizier. Sein für die Technik wichtigstes Werk sind die 7-stelligen Logarithmentafeln und deren Neuausgabe als „Vega-Bremiker“.

## Ingenieur und Artillerieoffizier
Vega absolvierte am Laibacher Lyceum philosophische Studien und wurde danach als Navigations-Ingenieur angestellt. Er arbeitete zunächst an den Flussregulierungen der Save und der Ljubljanica, wechselte dann zur Artillerie und versuchte sich auch als Schriftsteller. Nach der Offiziersausbildung, die 1780 in Wien begann, wurde er 1784 als Unterleutnant Mathematiklehrer im 2. Feldartillerie-Korps und als solcher bald zum Hauptmann und Professor befördert.
In den Artillerieschulen führte er erstmals die Analyse ein. Seine Vorlesungen über die Mathematik waren „durch ihre verständliche Schreibart zu Lehrbüchern wohl geeignet“ (Brockhaus) und erlebten bis 1850 über 7 Auflagen.
Vega war ein leidenschaftlicher Soldat und zeichnete sich in den Feldzügen gegen die Türken, Franzosen und Preußen aus. 1800 wurde er zum Oberstleutnant des 4. Artillerieregiments ernannt und im selben Jahr für seine Verdienste in den Adelsstand erhoben.

## Tätigkeit als Mathematiker

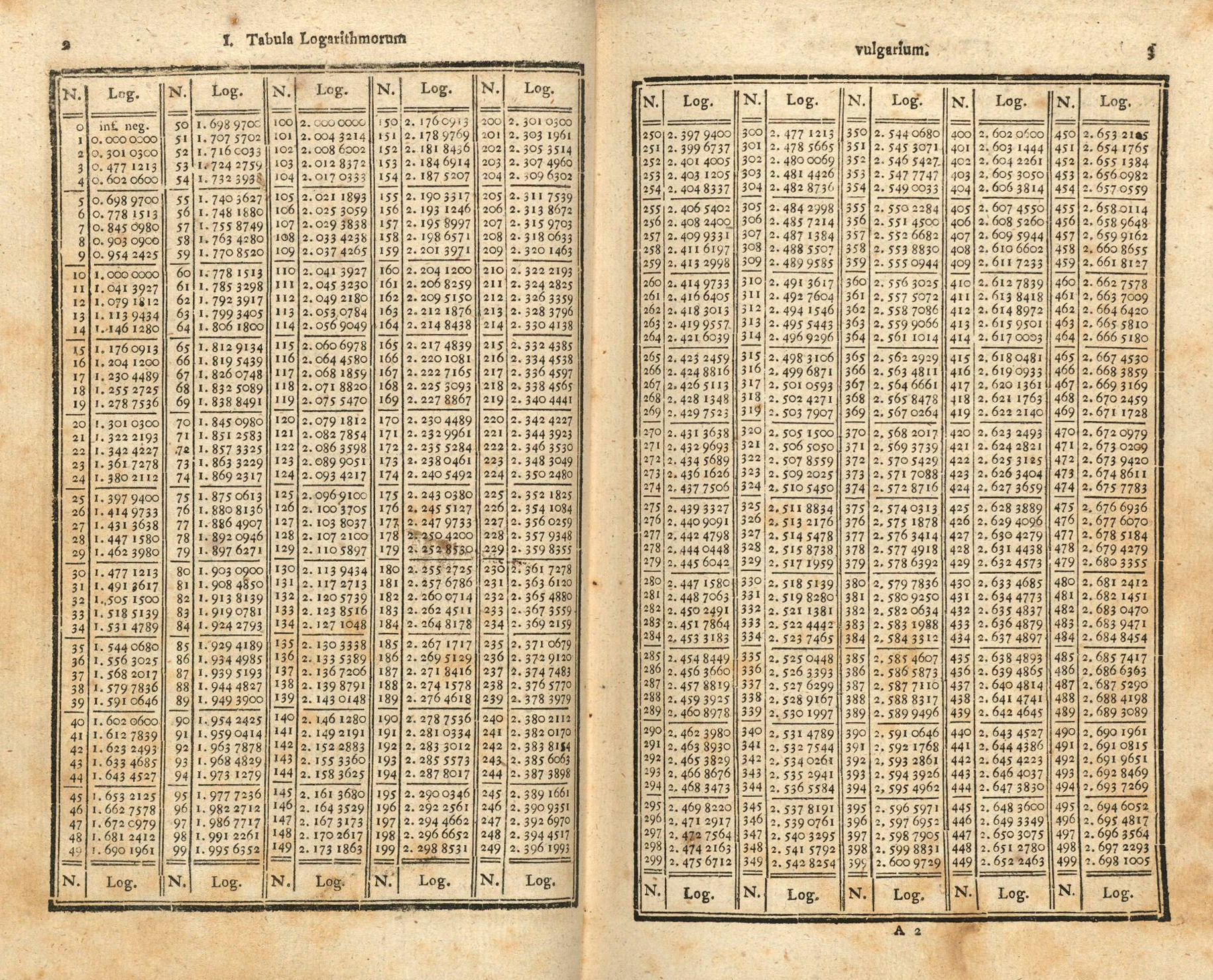
„Tabula logarithmorum vulgarium“, 1797

1781 veröffentlichte er seine Gedanken über ein metrisches Maßsystem, die damals aber noch kaum anerkannt wurden. Ein Jahrhundert später waren sie jedoch eine der Grundlagen für die Einführung dieses Systems durch Kaiser Franz Josef I. im Jahre 1871.
1789 stellte Vega einen neuen Rechenrekord auf, indem er die Kreiszahl {\displaystyle \pi } auf 140 Stellen berechnete (wovon sich später 136 als richtig herausstellten). Dieser Rekord hielt mehrere Jahrzehnte.
Noch größeren Ruhm erwarb sich Vega durch die Herausgabe seiner Logarithmentafeln (2 Bände, Leipzig 1783), die lt. Brockhaus „an Korrektheit und Reichhaltigkeit vor allen gleichzeitigen größern Tafeln den Vorzug verdienen“. Um die fehlerhaften Vlacq- und Wolfschen Tafeln entbehrlich zu machen, gab er 1793 in Leipzig sein Logarithmisch-trigonometrisches Handbuch heraus. Nach zahllosen Auflagen erschien es ab der 75. Auflage als Vega-Bremiker in Berlin (1856) und zuletzt als 100. Auflage mit Nachdrucken bis etwa 1970 in Wien. Es umfasst im I. Teil (186 Seiten) die Logarithmen der Zahlen 1–100.000 und im Teil II (370 Seiten) die Logarithmen der Sinus und Tangenten von Sekunde zu Sekunde. Dieses enge Tafelintervall war für exakte Berechnungen besonders wertvoll und trug wesentlich zum allgemeinen Aufschwung der Ingenieurwissenschaften bei.
Die vielgerühmte Genauigkeit und Zuverlässigkeit dieser 7-stelligen Tafeln, die Vega 1793–1797 ursprünglich zur Verwendung in der Artillerie erstellte, geht auf eine recht ungewöhnliche Idee zurück. Der Ingenieur-Offizier hatte unter den Soldaten eine Belohnung von einem Golddukaten für jeden entdeckten Fehler ausgelobt. Dies spornte mathematisch begabte Rekruten zu Höchstleistungen an – und so blieben Vegas Tafeln auf Jahrzehnte die genauesten ihrer Art. Fehler hat Arno Schmidt bei seiner Beschäftigung mit Logarithmen in den späten 1940ern gefunden, und teils im fiktiven Brief an Major Vega wiedergegeben.
Zu einem Bestseller wurde auch Vegas 4-bändiges Lehrbuch Vorlesungen über die Mathematik (1782–1800), eines davon über sogenannte „Einfache Maschinen“. Zu erwähnen sind noch Publikationen zur Zeitmessung und zu einem System der Maßeinheiten, die in den letzten Lebensjahren entstanden.
Vega wurde am 26. September 1802 bei Nußdorf tot in der Donau aufgefunden. Erst acht Jahre später stellte sich heraus, dass ihn ein Hausknecht eines Wirtes in Spitz an der Donau ermordet hatte.

## Vega-Preis und Ehrungen
In Slowenien wird noch heute alljährlich in einem Wettbewerb der Vega-Preis an junge Mathematiker vergeben. Ein Porträt Vegas befand sich auf der slowenischen 50-Tolar-Banknote (Slowenien führte 2007 den Euro ein) und auf einer slowenischen Briefmarke, die auch den nach ihm benannten Mondkrater Vega zeigt. In Ljubljana heißt die Verbindung zwischen dem Platz der Französischen Revolution und dem Kongressplatz heute Vega-Gasse (Vegova ulica)
In Österreichs Hauptstadt erinnert bis heute die Vega-Payer-Weyprecht-Kaserne im 14. und die Vegagasse im 19. Wiener Gemeindebezirk an den innovativen Wissenschaftler und Offizier.
In Zagorica (Vegas Geburtshaus 20 km von Laibach) wurde 2002 (?) eine Gedenkstätte eingerichtet, im Technischen Museum Ljubljana/Bistra eine umfangreiche Ausstellung zu seinem 200. Todesjahr.
Der Schriftsteller Arno Schmidt nimmt in seinem Werk vielfältig Bezug auf Vega, dem er sich als mathematisch Interessierter und Artilleriesoldat (im Zweiten Weltkrieg) besonders verbunden fühlte. Vega erscheint teils verschlüsselt („alpha Lyrae“), teils indirekt durch Bezug auf den Thesaurus logarithmorum completus (bei Schmidt „die 10-stellige“).

## Mathematische Werke
- Logarithmische, trigonometrische und andere zum Gebrauche der Mathematik eingerichtete Tafeln und Formeln (Wien 1783. 2. Auflage: 2 Bde., Leipzig 1797, Digitalisat: Band 1, Band 2)
- Georg Vega's, Major beim Kaiserl. Königl. Bombardierkorps, Logarithmisch-trigonometrisches Handbuch, anstatt der kleinen Vlackischen, Wolfischen und anderen dergleichen, meistens sehr fehlerhaften, logarithmisch-trigonometrischen Tafeln für die Mathematik-Beflissenen eingerichtet (Leipzig 1793)
- Thesaurus logarithmorum completus, vollständige Sammlung größerer logarithmisch-trigonometrischer Tafeln nach Adrian Vlack's Arithmetica Logarithmica und Trigonometria artificialis, verbessert, neugeordnet und vermehrt (Leipzig 1794, 10-stellige Logarithmen) (Digitalisat)
- Anleitung zur Zeitkunde (Wien 1801)
- Natürliches Maß-, Gewichts- und Metr.System (posthum Hrsg. Kreil 1803; neue Auflage 1824)
- Vorlesungen über die Mathematik. Lehrbuch in 4 Bänden (Wien 1782–1800; 8 Auflagen allein bis 1850)